# Zaoziornyj
Zaoziornyj är en sköldvulkan på Kamtjatkahalvön i Ryssland.   Den är del av ett vulkankomplex tillsammans med Olenij (1081 m) och Kastriulja (1164 m). Zaoziornyj ligger längst västerut i komplexet. Dess höjd är 1 349 meter över havet.
Vulkanen tros nu vara slocknad.